# Phaonia kuankuoshuiensis
Phaonia kuankuoshuiensis este o specie de muște din genul Phaonia, familia Muscidae, descrisă de Wei în anul 1990. Conform Catalogue of Life specia Phaonia kuankuoshuiensis nu are subspecii cunoscute.